# Station Carrigtwohill
Station Carrigtwohill  is een spoorwegstation in Carrigtwohill in het Ierse graafschap Cork. Het station ligt aan de forenzenlijn Cork - Midleton. Tussen beide plaatsen rijdt op werkdagen ieder half uur een trein.
Het oorspronkelijke station sloot in 1976. In het kader van het project Transport21 werd de lijn naar Midleton gerenoveerd en kreeg Carrigtwohill opnieuw een station. Plannen om ten westen van Carrigtwohill nog een station te bouwen zijn voorlopig in de ijskast gezet. 